# Lithocarpus ithyphyllus
Lithocarpus ithyphyllus Chun ex H.T.Chang – gatunek roślin z rodziny bukowatych (Fagaceae Dumort.). Występuje naturalnie w Chinach – we wschodniej części prowincji Guangdong. 

## Morfologia
PokrójZimozielone drzewo dorastające do 15 m wysokości.
LiścieBlaszka liściowa jest skórzasta i ma podłużny kształt. Mierzy 5–20 cm długości oraz 1–2 cm szerokości, jest całobrzega, ma zaokrągloną lub klinową nasadę i tępy wierzchołek. Ogonek liściowy jest nagi i ma 3 mm długości.
OwoceOrzechy o kształcie od elipsoidalnego do stożkowatego, dorastają do 12–18 mm długości i 10–12 mm średnicy. Osadzone są pojedynczo w miseczkach w kształcie kubka, które mierzą 2–4 mm długości i 5–8 mm średnicy. Orzechy otulone są w miseczkach do 10% ich długości.

## Biologia i ekologia
Rośnie w wiecznie zielonych lasach oraz lasach wtórnych. Występuje na wysokości do 900 m n.p.m. Kwitnie od maja do czerwca, natomiast owoce dojrzewają od sierpnia do września. 